# Сент-Хелина (Калифорния)

Слева — округ Напа на карте штата Калифорния, справа — город Сент-Хелина на карте округа Напа.

Сент-Хелина (англ. St. Helena, что в переводе означает «Святая Елена»; ваппо Анакотанома, что в переводе означает «Деревня змеи-быка») — город в округе Напа, штат Калифорния, США.

## География, транспорт
Сент-Хелина находится в регионе Норт-Бей Области залива Сан-Франциско в центре винодельческого региона «Долина Напа». Через город протекает река Напа. Площадь города составляет 13,03 км², из которых 0,1 км² занимают открытые водные пространства. C северо-запада к городу вплотную примыкает поселение Барро, с северо-востока — Дир-Парк, с юго-востока — Зинфандел. С запада и северо-востока Сент-Хелина окружена лесистыми холмами высотой до 550 метров над уровнем моря.
Через город проходят автомагистрали SR 29 и SR 128, автобусное сообщение обеспечивает VINE Transit, по железной дороге курсирует экскурсионно-исторический Винный поезд долины Напа.

## Климат
Климат Сент-Хелины характеризуется как средиземноморский (Csb по Кёппену) с прохладной влажной зимой и жарким (ночами прохладно) сухим летом. В год в среднем 55,7 дней с температурой воздуха выше 32°С и 34,7 дней с температурой ниже 0°С. Самый жаркий месяц — июль со средне-высокой температурой 32,1°С (рекорд — 46°С 13 июля 1972 года), самый холодный — январь со средне-низкой температурой 2,4°С (рекорд — -12°С 11 декабря 1932 года). В среднем за год на город выпадает 879 мм дождя: самый дождливый месяц — январь (193 мм), самый сухой — июль (менее 1 мм); в году в среднем 68 дождливых дней. Самым дождливым годом стал 1983-й, когда выпало 1915 мм дождя (217,9 % от нормы), самым сухим — 1976-й (264 мм, 30 % от нормы). Самым дождливым месяцем за историю метеонаблюдений в городе стал февраль 1986 года — 650 мм (73,9 % годовой нормы); самыми дождливыми сутками — 21 января 1967 года — 173 мм (89,6 % месячной нормы). Снег в городе редкость: в среднем на город его выпадает 0,51 см в год. Тем не менее, самым снежным месяцем за историю метеонаблюдений в городе стали январь 1974 года и март 1976 года: тогда его выпало по 10 см (1960,8 % от годовой нормы), причём в последнем случае (март 1976) все 10 см снега выпали в один день, 2 марта.

## История
Изначально территория, на которой ныне стоит Сент-Хелина, была населена сравнительно малочисленным индейским племенем ваппо. Заселение региона белыми поселенцами началось в 1834 году, Сент-Хелина возникла на месте индейского поселения Анакотанома, что в переводе означает «Деревня змеи-быка». «Белое» название нового поселения, скорее всего, возникло от имени одноимённой горы (1324 метра, названа в 1811 году), расположенной примерно в 23 километрах к северо-западу. В 1868 году Сент-Хелину соединила с «большой землёй» железная дорога. 24 марта 1876 года поселение было инкорпорировано со статусом «городок» (англ. town), к тому времени здесь проживало около 1300 человек. В 1878 году заработала больница, в настоящее время она насчитывает 181 койку. 14 мая 1889 года Сент-Хелина была ре-инкорпорирована со статусом «город» (city). В 1897 году открылась первая старшая школа, в настоящее время в ней обучаются около 500 учеников. С 1908 по 1978 год в городе работала одна из многих сотен Библиотек Карнеги.

## Достопримечательности
- Кулинарный институт Америки в Грейстоуне[англ.]
- Элмсхэйвен[англ.] — дом, в котором с 1900 года и до своей смерти в 1915 году жила идейный реформатор адвентизма и соорганизатор Церкви адвентистов седьмого дня Эллен Уайт. Включён в Национальный реестр исторических мест США (НРИМ) в 1993 году.
- Мост Поуп-стрит[англ.] — каменный мост, построенный в 1894 году. Включён в НРИМ в 1972 году.
- Католическая церковь[англ.] — построена в 1890 году, внесена в НРИМ в 1978 году.
- В городе расположены несколько виноделен, например, Саттер-Хоум[англ.] и Чарльза Крага[англ.], многие из них имеют 120—150-летние истории[8].

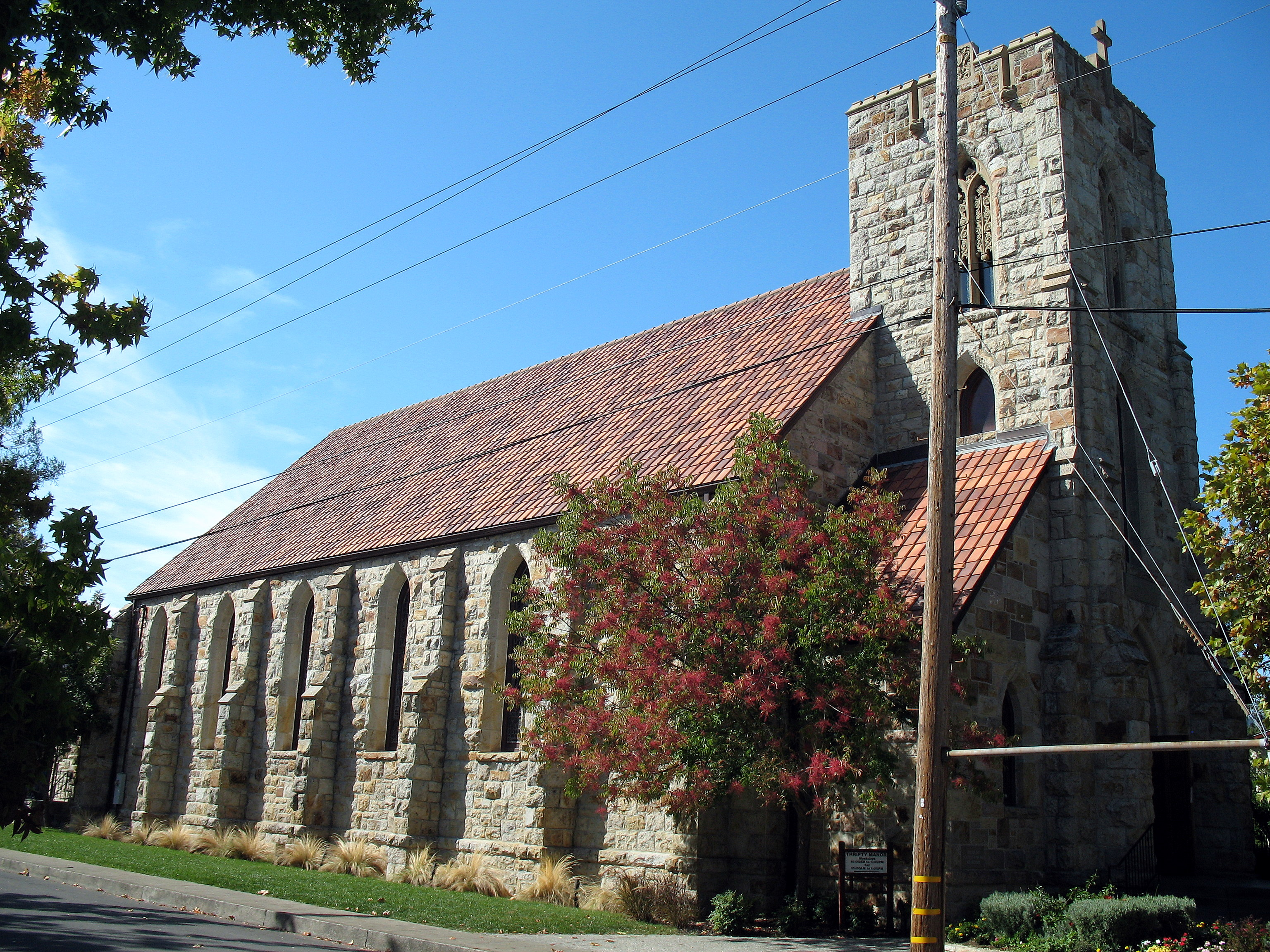
Католическая церковь[англ.]
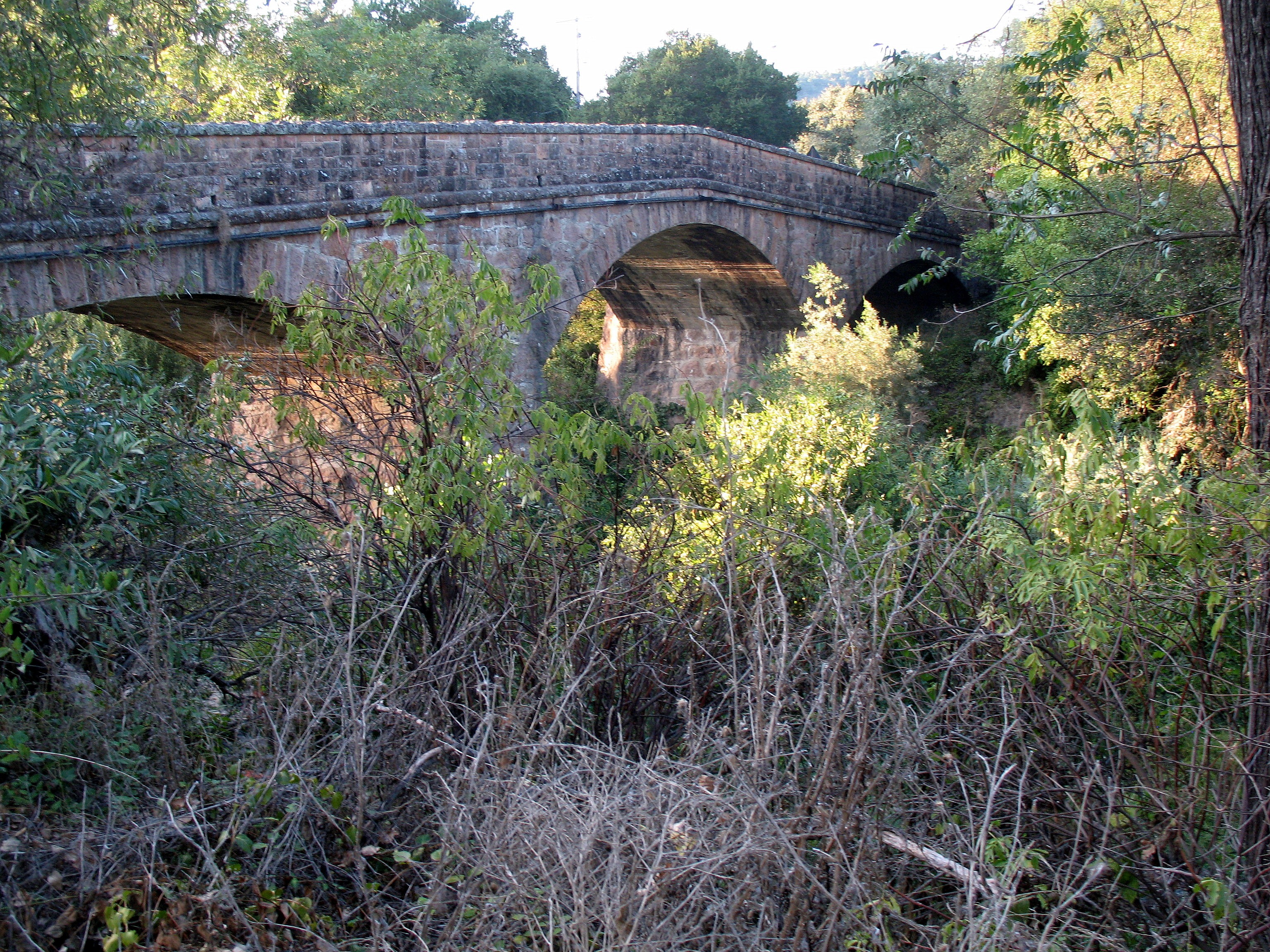
Мост Поуп-стрит[англ.]
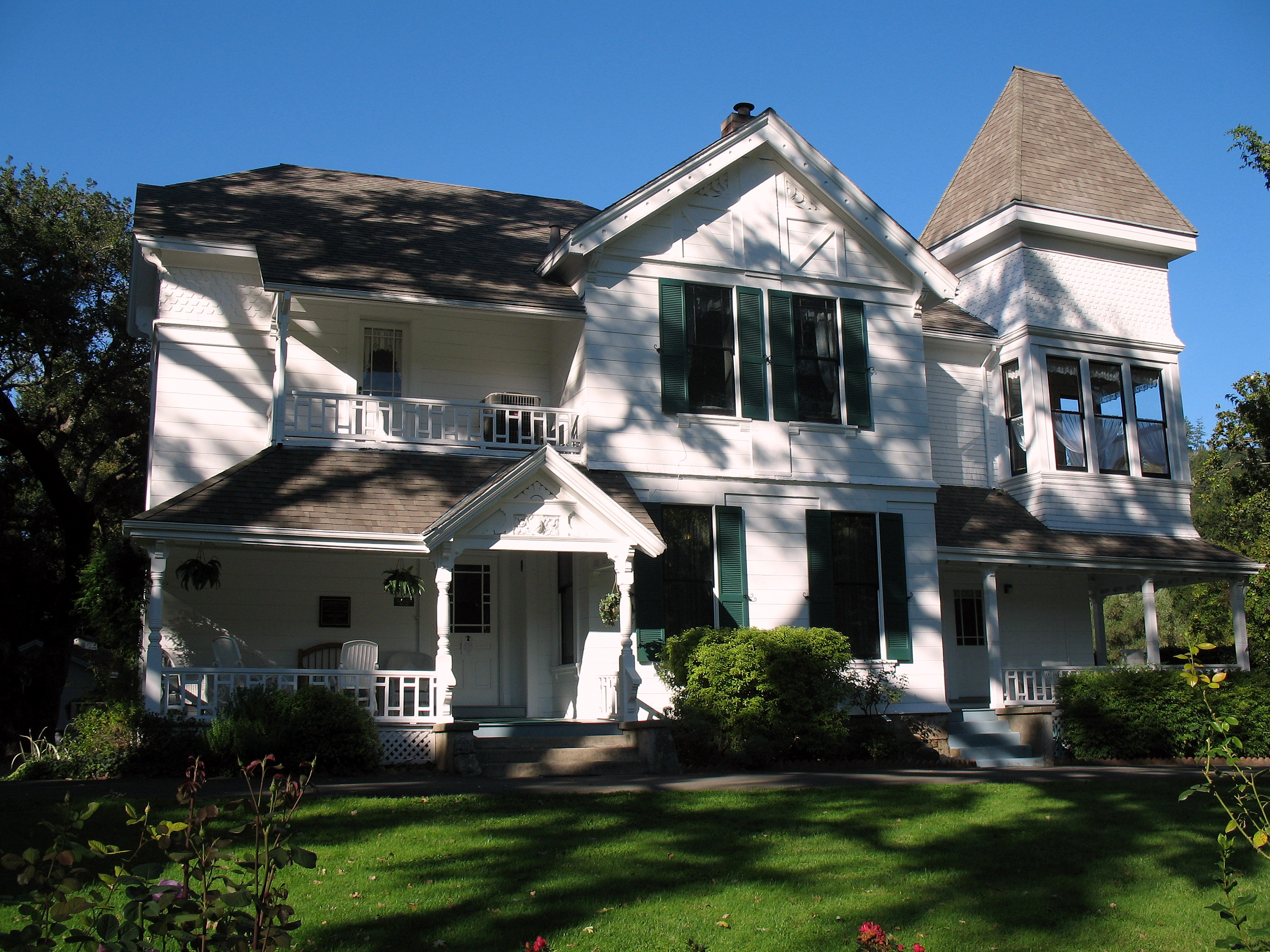
Элмсхэйвен[англ.]

## Демография
C 1880 года (первая перепись после инкорпорации) до середины 1940-х годов Сент-Хелина оставалась провинциальным неразвивающимся городом с населением 1300—2000 человек. В середине 1960-х годов был преодолён рубеж 3000 жителей, в середине 1970-х — 4000, в начале 1990-х годов — 5000 человек.
2010 год
По переписи 2010 года в Сент-Хелине проживали 5814 человек. Расовый состав: белые — 77,8 %, негры и афроамериканцы — 0,4 %, коренные американцы — 0,6 %, азиаты — 1,7 %, уроженцы тихоокеанских островов — 0,2 %, прочие расы — 16,8 %, смешанные расы — 2,5 %, латиноамериканцы (любой расы) — 32,9 %.

В городе было 1440 семей и 2401 домохозяйство, в 28,9 % из них проживали дети младше 18 лет, а в 17,1 % — пенсионеры старше 65 лет. 46,6 % домохозяйств представляли собой разнополые супружеские пары, живущие совместно, 9,3 % — женщин — глав семьи без мужа, 4,1 % — мужчин — глав семьи без жены, 4 % — разнополые пары, не состоящие в браке, но живущие совместно и 0,8 % представляли собой однополые пары, живущие совместно, в официальном браке или без такового. Средний размер домохозяйства был 2,38 человек, семьи — 3,03 человека.

22 % горожан были младше 18 лет, 19,3 % — старше 65 лет. Средний возраст жителя составлял 42,9 лет. На 100 лиц женского пола приходилось 88,2 мужского, причём на 100 совершеннолетних женщин приходилось уже 84,9 мужчин сопоставимого возраста.
2013 год
По оценкам 2013 года в Сент-Хелине проживали 5947 человек: 49,4 % мужского пола и 50,6 % женского. Средний возраст горожанина составил 47,4 года, при среднем показателе по штату 35,7 лет. Доход домохозяйства составил 78 306 долларов в год, при среднем показателе по штату 60 190 долларов; на душу населения — 47 535 долларов в год.

О происхождении своих предков горожане сообщили следующее: немцы — 14,9 %, англичане — 13,4 %, ирландцы — 9,7 %, итальянцы — 6,4 %, французы — 4,1 %, русские — 3 %. 16,5 % горожан были рождены вне США, при среднем показателе по штату 26,9 %.

Опрос жителей старше 15 лет показал, что 25,7 % из них не состоят в браке и никогда в нём не были, 53,1 % состоят в браке и живут совместно, 0,4 % состоят в браке, но живут раздельно, 10,4 % вдовствуют и 10,4 % находятся в разводе.

На 1000 жителей приходилось 1,85 офицеров полиции, при среднем показателе по штату 2,34 офицера.
2014 год
По оценкам 2014 года в Сент-Хелине проживали 5987 человек. По состоянию на июнь 2014 года безработица в городе составила 4,7 %, при среднем показателе по штату 7,3 %.

## Прочие факты
- В городе работает собственная радиостанция KVYN[англ.] и выходит собственная газета — St. Helena Star[англ.] — основана в 1874 году, в настоящее время её еженедельный тираж составляет около 4500 экземпляров.
- Крупнейшие работодатели города — городская больница[англ.] (1050 рабочих мест) и Винодельня Саттер-Хоум[англ.] (675 рабочих мест)[13].